# Slovenski center za glasbeno vzgojo Emil Komel
Slovenski center za glasbeno vzgojo Emil Komel (SCGV Emil Komel) je slovenska ustanova v Gorici, ki nudi glasbeno izobraževanje na Goriškem in širšem okolju.
SCGV se je razvil iz orglarske šole, ki jo je leta 1953 ustanovil goriški glasbenik Mirko Filej, čeprav segajo začetki glasbenega šolstva na Goriškem v leto 1901, ko je bil Emil Komel leta 1901 imenovan za stalnega pevovodjo Pevskega in glasbenega društva v Gorici (kasneje se je preimenovalo v podružnico ljubljanske Glasbene matice), in je po ustanovitvi društvene glasbene šole (leta 1902) prevzel tudi pouk klavirja, orgel in glasbene teorije na tej šoli in ga obdržal v vsem času njenega delovanja. Bil je izreden organist in zborovodja ter skladatelj.
SCGV Emil Komel deluje danes kot šola, ki spada med največje glasbene izobraževalne ustanove na Goriškem. Glavni sedež je v Gorici in ima podružnice v Štandrežu, Doberdobu, Bračanu in v tržaški pokrajini v Devinu. Nudi osnovno glasbeno vzgojo predšolskih in šolskih otrok ter redni študij instrumentov, solopetja in komplementarnih predmetov po učnih načrtih italijanskega šolskega sistema, ki ga dopolnjuje slovenska glasbena literatura ter tudi po slovenskih učnih načrtih. Ima konvencijo za polaganje državnih izpitov v predakademski stopnji z obema deželnima konservatorijema: v Trstu Giuseppe Tartini in v Vidmu Jacopo Tomadini. V šolski aktivnosti delujejo tudi otroški in mladinski pevski zbori, komorna godalna skupina, orkester kitar, pihalni orkester in skupinsko igranje jazz glasbe.
SCGV Emil Komel je pobudnik uspešnih koncertnih prireditev.